# 莫绍塔尔
莫绍塔尔（德語：Mossautal，意为“莫绍河谷”）是德国黑森州的一个市镇。总面积48.51平方公里，总人口2531人，其中男性1291人，女性1240人（2011年12月31日），人口密度52人/平方公里。